# The Surfaris
The Surfaris est un groupe américain de Surf music formé en 1962 à Glendora en Californie. Ils sont principalement connus pour leurs succès Surfer Joe et Wipe Out qui sortirent sur le même 45 tours.
Les musiciens à l'origine du groupe étaient 
- Ron Wilson (batterie),
- Jim Fuller (Guitare solo),
- Bob Berryhill (guitare rythmique)
- Pat Connolly (Guitare basse).
- Jim Pash (saxophone) adhéra après leurs sessions d'enregistrement « Wipe Out / Surfer Joe » à Pal Studios.
- Kenny Forssi a également joué de la basse avec les Surfaris.

L'énergique solo de batterie de Ron Wilson fait de « Wipe out » une des chansons instrumentales les plus marquantes de la période. « Wipe Out » est également connue pour son introduction, un son de craquement (imitant une planche de surf cassée), et un rire maniaque suivie par les deux seuls mots de la chanson, « Wipe Out » (effacer). « Wipe Out » est souvent considéré comme étant l'hymne surf.
Le groupe a sorti une série d'enregistrements, avec deux autres singles, « Surfer Joe » et « Point Panic », qui firent leur place sur les charts. (Point Panic est un lieu réputé de surf à Hawaï nommé d'après la chanson.)
Le groupe se dissout en 1966 mais s'est réuni depuis de façon périodique et est encore en activité à partir de 2004, sur scène et en studio. Les Surfaris continuent à exercer en tant que « Bob Berryhill's Surfaris » et « Jim Fuller's Surfaris » (deux groupes distincts) dans l'ensemble des États-Unis et en Europe avec un grand nombre de fans. Le Batteur Ron Wilson est décédé le 7 mai 1989, un mois après son 45e anniversaire. Wilson avait sorti un album de ses chansons, intitulé Lost It In The Surf, enregistré en juin 1987. Un très petit nombre de cassettes de cet album ont été produites. Lost It In The Surf inclut une reprise de « Louie Louie », avec des cornemuses écossaises.